# Juan Cámara
Juan del Carmen Cámara Mesa (Jaén, 13 de febrero de 1994), más conocido como Juan Cámara, es un futbolista español que juega como centrocampista en el Inter Club d'Escaldes de la Primera División de Andorra.

## Trayectoria

### Villarreal C. F.
Nacido en Jaén, Cámara inició su formación en las categorías inferiores del Villarreal Club de Fútbol, debutando en Tercera División con el Villarreal "C" a los 17 años tras jugar algunos partidos en la División de Honor con la escuadra juvenil. Logra debutar con el filial del submarino el 3 de junio de 2012 en la última jornada de la temporada contra el Deportivo La Coruña, jugando 27 minutos en la derrota 0-1. Luego el equipo bajó a Segunda B por el descenso del primer equipo. Las temporadas siguientes tuvo más regularidad, siendo pieza importante en el centro del campo. Sumó 70 partidos y marcó 14 dianas con el filial del Villarreal

### F. C. Barcelona B
El 3 de julio de 2014 fichó por el Fútbol Club Barcelona "B" de Eusebio Sacristán, firmando un contrato por dos temporadas más una opcional, con una cláusula de rescisión de 12 millones de euros. Su debut como culé se produjo el 30 de agosto frente al C. E. Sabadell ingresando durante el descanso en la victoria por 3-1. Anota su primer gol el 28 de septiembre visitando al R. C. D. Mallorca en la sexta fecha del campeonato, marcando el 2-1 provisional al robarle el balón a la defensa contraria y definir solo frente al portero, el encuentro acaba en empate 3-3. El 9 de diciembre de 2015 el entrenador del primer equipo Luis Enrique Martínez le hace debutar en la Liga de Campeones de la UEFA frente al Bayer Leverkusen sustituyendo en el 74 de partido a Jordi Alba.
Después de varios años jugando en países como Rumania o Polonia, en enero de 2024 regresó a España tras fichar por el C. F. Badalona Futur. En el mes de agosto firmó por dos temporadas con el Real Jaén C. F., club de su localidad natal y en el que se había formado. Sin embargo, tras la primera de ellas se marchó y se unió al Inter Club d'Escaldes.

## Estadísticas
| Temporada     | Club                  | Categoría          | Liga  | Liga  | Copa  | Copa  | Europa | Europa | Total | Total |
| Temporada     | Club                  | Categoría          | Part. | Goles | Part. | Goles | Part.  | Goles  | Part. | Goles |
| ------------- | --------------------- | ------------------ | ----- | ----- | ----- | ----- | ------ | ------ | ----- | ----- |
| 2011/12       | Villarreal C          | Tercera División   | 8     | 1     | -     | -     | -      | -      | 8     | 1     |
| 2011/12       | Villarreal B          | Segunda División   | 1     | 0     | -     | -     | -      | -      | 1     | 0     |
| 2012/13       | Villarreal B          | Segunda División B | 33    | 6     | -     | -     | -      | -      | 33    | 6     |
| 2013/14       | Villarreal B          | Segunda División B | 36    | 9     | -     | -     | -      | -      | 36    | 9     |
| 2014/15       | FC Barcelona B        | Segunda División   | 30    | 6     | -     | -     | -      | -      | 30    | 6     |
| 2015/16       | FC Barcelona B        | Segunda División B | 30    | 6     | -     | -     | -      | -      | 30    | 6     |
| 2015/16       | FC Barcelona          | Primera División   | -     | -     | -     | -     | 1      | 0      | 1     | 0     |
| 2016/17       | FC Barcelona B        | Segunda División B | 1     | 0     | -     | -     | -      | -      | 1     | 0     |
| 2016/17       | Girona FC             | Segunda División   | 3     | 0     | 1     | 0     | -      | -      | 4     | 0     |
| 2017/18       | CF Reus Desportiu     | Segunda División   | 11    | 0     | 1     | 0     | -      | -      | 12    | 0     |
| 2018/19       | Miedź Legnica         | Ekstraklasa        | 27    | 3     | 4     | 0     | -      | -      | 31    | 4     |
| 2019/20       | Jagiellonia Białystok | Ekstraklasa        | 0     | 0     | 0     | 0     | -      | -      | 0     | 0     |
| Total carrera | Total carrera         | Total carrera      | 180   | 31    | 6     | 0     | 1      | 0      | 187   | 32    |

## Palmarés

### Títulos nacionales
| Título          | Club                  | País    | Año  |
| --------------- | --------------------- | ------- | ---- |
| Copa de Rumania | Universitatea Craiova | Rumania | 2021 |